# Gary Paulsen
Gary James Paulsen, född 17 maj 1939 i Minneapolis, död 13 oktober 2021, var en amerikansk författare av ungdomslitteratur. Han är mest känd för berättelser om att som ung utvecklas till vuxen i en vildmarksmiljö. Han skrev, huvudsakligen för tonåringar, över 200 böcker, drygt 200 noveller och tidskriftstexter samt ett antal pjäser. 
Han tilldelades 1997 priset Margaret Edwards Award av biblioteksorganisationen American Library Association för sin långvariga gärning som ungdomsboksförfattare.